# Joseph Medill McCormick

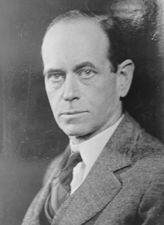
Joseph Medill McCormick

Joseph Medill McCormick (* 16. Mai 1877 in Chicago, Illinois; † 25. Februar 1925 in Washington, D.C.) war ein US-amerikanischer Politiker (Republikanische Partei), der den Bundesstaat Illinois in beiden Kammern des Kongresses vertrat.

## Leben
Joseph McCormick war der Enkel von Joseph Medill, dem Bürgermeister von Chicago zwischen 1871 und 1873 und Gründer der Chicago Tribune. Sein Vater Robert Sanderson McCormick stand im diplomatischen Dienst der Vereinigten Staaten und fungierte unter anderem als Botschafter in Österreich-Ungarn, Russland sowie Frankreich; sein jüngerer Bruder Robert stieg ins Zeitungsgeschäft der Familie ein und wurde Besitzer der Tribune.
Nach dem Besuch der auf das Studium vorbereitenden Schule in Groton machte Joseph McCormick im Jahr 1900 seinen Abschluss an der Yale University. Dort war er ein Mitglied der Geheimgesellschaft Scroll and Key. Später betätigte er sich im Zeitungsgewerbe als Reporter, Herausgeber und schließlich Miteigentümer der Chicago Tribune; er erwarb außerdem Anteile am Cleveland Leader und den Cleveland News. 1901 reiste er zu den Philippinen, um vom Philippinisch-Amerikanischen Krieg zu berichten. Zwei Jahre darauf heiratete er Ruth Hanna, die Tochter von US-Senator Mark Hanna, die ebenfalls Politikerin wurde und von 1929 bis 1931 als erste Frau aus Illinois dem Kongress angehörte.
Auf Wunsch seiner Mutter Katherine übernahm Joseph McCormick ab dem Jahr 1903 zunehmend Verantwortung bei der Tribune. Dies führte aber auch dazu, dass er unter Depressionen zu leiden begann und Alkoholprobleme bekam. Daraufhin begab er sich 1907 in Zürich in die Behandlung von C. G. Jung, der ihm riet, sich aus dem Familienunternehmen zurückzuziehen. Diesem Ratschlag kam McCormick nach.

## Politik
McCormick fand seine politische Heimat zunächst bei der Progressiven Partei, der von Theodore Roosevelt angeführten Abspaltung der Republikaner. Zwischen 1912 und 1914 war er stellvertretender Vorsitzender des nationalen Wahlkampfkomitees der Partei. Während dieser Zeit wurde er auch in das Repräsentantenhaus von Illinois gewählt. Nachdem er wie die meisten Progressiven wieder zu den Republikanern zurückgekehrt war, erfolgte die Wahl ins US-Repräsentantenhaus, wo er zwischen dem 4. März 1917 und dem 3. März 1919 eine Legislaturperiode absolvierte.
Im unmittelbaren Anschluss zog McCormick in den US-Senat ein; er besiegte dabei den demokratischen Amtsinhaber J. Hamilton Lewis. Während seiner Zeit als Senator war er unter anderem Vorsitzender des Ausschusses für die Ausgaben des Arbeitsministeriums.
1924 wollte Joseph McCormick zur Wiederwahl antreten, doch die Republikaner nominierten an seiner Stelle Charles S. Deneen. McCormick konnte diese Niederlage nicht verwinden und beging am 25. Februar 1925 Selbstmord.